# Bachem Ba 349
El Bachem Ba 349 Natter (‘víbora’ en alemán) era un caza interceptor experimental alemán de la Segunda Guerra Mundial que funcionaba de manera muy parecida a los misiles tierra-aire de hoy en día.

## Diseño y desarrollo
La Luftwaffe buscaba, a principios de 1944, un arma con la que combatir más eficazmente a los bombarderos aliados, y en consecuencia el Ministerio del Aire alemán solicitó a Heinkel, Junkers, Messerschmitt y Bachem algo que, a fin de cuentas, no era sino un misil tripulado.
Con la  superioridad aérea poniendo en tela de juicio a la Luftwaffe  por los aliados, bombardeando los lugares más protegidos del Reich en 1943, las innovaciones radicales eran necesarias para superar la crisis. Los misiles superficie-aire parecían ser un método muy prometedor para contrarrestar la ofensiva de bombardeos aliados y se iniciaron varios proyectos, pero siempre con problemas de orientación y de los sistemas de detonación, que impidieron la generalización de estos sistemas.  Proporcionar a los misiles un piloto que pudiera controlar el arma durante la crítica fase terminal fue un enfoque que ofrecía una solución en esos momentos. Una serie de diseños sencillos se propusieron, más propensos a utilizar un piloto que redujera el área frontal.el diseño favorito fue el Heinkel P.1077 "Julia", que despegó de un ferrocarril y aterrizó en un patín o como el Messerschmitt Me 163 Komet.
Se optó por desarrollar el proyecto Bachem BP 20 Natter (Víbora), al que se adjudicó la denominación oficial Ba 349.
El departamento de diseño de Bachem, dirigido por los ingenieros Erich Bachem y H. Bethbeder, desarrolló una célula relativamente tosca, preocupándose sobre todo de la facilidad de fabricación por obreros no especializados, y prescindiendo de montajes complicados.
Las alas eran muy cortas y carecían de alerones, de modo que el control del eje de alabeo se efectuaba mediante la utilización diferencial de los timones de profundidad. El fuselaje incluía una pequeña cabina, y un motor cohete de vuelo de crucero Walter 109-509-2, capaz de producir 1.700 kg de empuje durante 70 segundos a toda potencia, pero también de funcionar con una potencia de solo 150 kg para aumentar la autonomía. El avión tenía que ser lanzado verticalmente, para lo cual utilizaba la energía de cuatro cohetes Schmidding 109-533 de combustible sólido, cada uno de los cuales producía 1.200 kg de empuje durante 10 segundos, y luego se desprendían.
El primero de los quince Natter fabricados para el programa de pruebas estuvo disponible en octubre de 1944 y fue utilizado para pruebas de pilotaje sin motor, remolcado por un Heinkel He 111 . Después de las pruebas de planeo pilotado, en diciembre de 1944 el programa introdujo vuelos no tripulados utilizando solo los cohetes aceleradores. El primer lanzamiento vertical con cohetes aceleradores y vuelo sostenido, todavía sin piloto, tuvo lugar el 23 de febrero de 1945. Pocos días después, el piloto de pruebas Lothar Siebert se mató en el curso del primer y seguramente último lanzamiento vertical pilotado, al desprenderse en vuelo la cubierta de la cabina y caer el avión en picado desde unos 1.052 m.
Las tácticas de utilización desarrolladas para el Natter incluyeron un piloto automático para el lanzamiento vertical, mientras que el piloto se encargaba del control manual cuando el avión se hallaba sobre los bombarderos que se aproximaban. Un leve picado permitía al Natter atacar desprendiendo el morro para dejar libre una batería de 24 cohetes  Föhn de 73 mm. Una vez lanzados el avión debía volar fuera de la zona de combate, y el piloto se preparaba para saltar. Cuando el piloto había soltado sus correajes, desprendía toda la sección del morro desacoplando la palanca de mando y desplazándola hacia adelante para liberar los seguros, y soltando luego los dispositivos mecánicos para separar el morro del resto del fuselaje. De este modo la corriente de aire empujaba lejos la sección delantera del fuselaje, y con la desaceleración de la sección trasera al hacer funcionar un paracaídas de frenado y recuperación, el piloto quedaba libre, y podía descender con su propio paracaídas. La recuperación prevista de la sección de popa del fuselaje permitía la utilización posterior del motor cohete Walter en nuevos ejemplares.

## Legado

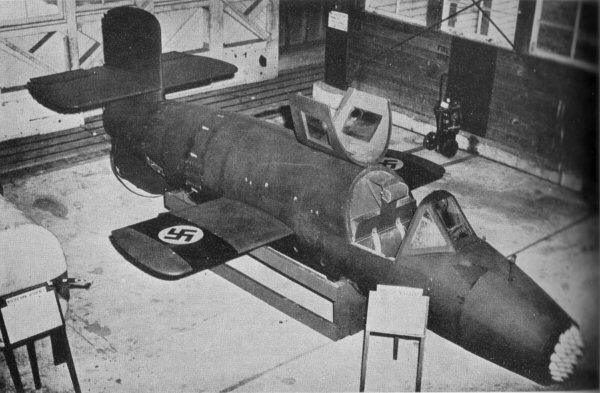
Un Bachem Ba349 muestra su armamento de cohetes en Farnborough (Gran Bretaña) en 1946. Las esvásticas no son auténticas.

Las fuerzas de EE. UU. llegaron a la fábrica en Waldsee, en abril, pero un pequeño número de personal habían trasladado Bachem adaptados y los restantes diez modelos B con ellos. Pronto los americanos los atraparon de nuevo y capturaron cuatro ejemplares, seis de los diez fueron quemados.
Varias fuentes aseguran que la unidad operativa de Natters fue creada por voluntarios en Kirchheim Teck, pero no llevó a cabo todas las operaciones, y las pruebas de esto no son concluyentes.
Coincidentemente, en el Japón durante los últimos días de la Guerra del Pacífico, la empresa Mizuno bajo las órdenes de la Armada Imperial Japonesa desarrolló una aeronave similar al Natter: el interceptor cohete suicida Mizuno Shinryu   fue el resultado.  Habría sido armado con cohetes aire-aire no guiados montados bajo sus alas y utilizado, como el Natter, para la intercepción de aeronaves enemigas, así como un morro de ojivas montadas para ser usado en ataques suicidas.

## Variantes
Ba 349A
Versión de producción inicial; de 50 ejemplares pedidos para la Luftwaffe y 150 para las SS, se completaron 20 aproximadamente, que no llegaron a utilizarse en operaciones.
Ba 349B
Versión mejorada con área de la cola incrementada y motor Walter 109-509C más potente, que proporcionaba un empuje máximo de 2.000 kg y un control más efectivo a un régimen por debajo de los 200 kg.

## Plataformas de lanzamiento de Natter en el Bosque de Hasenholz
Hay tres plataformas de lanzamiento para la Bachem Ba 349 en el bosque cerca de Hasenholz Kirchheim / Teck situado a 48°37′42.2″N 9°29′57.4″E / 48.628389, 9.499278, 48°37′42″N 9°29′53.5″E / 48.62833, 9.498194 y 48°37′39.8″N 9°29′54″E / 48.627722, 9.49833.  Son todo lo que queda de los activos de lanzamiento construido en 1945.  Las tres plataformas de lanzamiento  se organizan en forma de triángulo equilátero, cuyos lados apuntan hacia el este y el sur.  La distancia entre las plataformas de lanzamiento es de, aproximadamente, 50 metros.  Las almohadillas de hormigón circular en la que los Bachem Ba 349 y sus torres de lanzamiento una vez se dispararon todavía existen.  En el centro de cada una de las tres placas de hormigón es un agujero cuadrado de aproximadamente 50 centímetros de profundidad, que sirvió como base de la torre de lanzamiento.  Al lado de cada agujero un tubo, corta a nivel del suelo, lo que probablemente fue una vez a la fosa de cables.  La plataforma  de lanzamiento Natter  en Kirchheim (Teck) podrían ser los únicos vestigios de estas plataformas de lanzamiento de cohetes de acceso público aún sobre el terreno.  El antiguo sitio de prueba para los  Natter en Baden-Württemberg sobre la Heuberg cerca de Stetten am kalten Markt se encuentra en una zona militar activa, y, por tanto, no accesible a los turistas.

## Supervivientes
Tres Ba 349As sobrevivien hasta hoy. Dos se encuentran en los Estados Unidos.:
- Un Ba 349A restaurado  está en exhibición en el Centro Udvar-Hazy de la  Smithsonian Institution, cerca de Washington D. C. Este avión fue capturado al final de la guerra y trasladado a Freeman Field, Indiana, para su evaluación. Se le dio el número de equipo extranjero  capturado  T2-1  .
- La Fuerza Aérea de los EE. UU. transfirió la aeronave al  Museo Nacional del Aire  (actualmente el Museo Nacional del Aire y el Espacio  ), el 1 de mayo de 1949.  La aeronave fue almacenada durante muchos años en el museo de preservación Paul E. Garber para su restauración, y en el Almacén de Suitland, Maryland antes de someterse a una completa restauración. Es uno de los primeros aviones que se trasladaron al nuevo centro en el 2004.
- Otro modelo pendiente en Garber de Ba 349A  sigue en el servicio de restauración y los planes son desconocidos.

## Especificaciones (Ba 349 A1)
Referencia datos: Bachem-Werk, "Projekt 'Natter'" BP20/Barak 1, Waldsee-Württemberg, 27 de noviembre de 1944

### Características generales
- Tripulación: 1 piloto
- Longitud: 6,1 m (19,9 ft)
- Envergadura: 3,7 m (12 ft)
- Altura: 1,2 m (3,8 ft)
- Superficie alar: 3,6 m² (38,8 ft²)
- Peso cargado: 2200 kg (4848,8 lb)
- Planta motriz: 5× motor cohete 

  - 1× motor cohete de combustible líquido Walter HWK 109-509 con un empuje de 16,7 kN (1.700 kgf; 3.748 lbf).
  - 4× motor cohete de combustible sólido Schmidding SG 34 con un empuje de 11,8 kN (1.200 kgf; 2.646 lbf) durante 10 segundos cada uno..
- Capacidad de combustible: 650 kg

### Rendimiento
- Velocidad máxima operativa (Vno): 800 km/h (497 MPH; 432 kt) a nivel del mar
- Techo de vuelo: 12 000 m (39 370 ft)
- Régimen de ascenso: 193,5 m/s (38 090 ft/min) (62 segundos en alcanzar la altitud de combate)

### Armamento
- Cohetes: 24 cohetes Hs 217 Föhn de 73 mm o 33 cohetes R4M de 55 mm

### Desarrollos relacionados
- Wasserfall

### Aeronaves similares
- Messerschmitt Me 163
- Mizuno Shinryu

### Listas relacionadas
- Anexo:Aeronaves militares de Alemania en la Segunda Guerra Mundial